# Acinia pediculariarum
Acinia pediculariarum är en tvåvingeart som först beskrevs av Robineau-desvoidy 1830.  Acinia pediculariarum ingår i släktet Acinia och familjen borrflugor. Inga underarter finns listade i Catalogue of Life.